# اس‌اس وادالا
اس‌اس وادالا (به انگلیسی: SS Vadala) یک کشتی بود که طول آن ۳۴۰ فوت (۱۰۰ متر) بود.